# 萧洁萍
萧洁萍（1940年—），女，江西萍乡人，中国田径运动员，主项是跳远。她曾在伊朗德黑兰举行的1974年亚洲运动会中以6米31的成绩获得女子跳远金牌。第四届全国政协委员。